# Kálmán Darányi
Kálmán Darányi von Pusztaszentgyörgy und Tetétlen [ˈkaːlmaːn ˈdɒraːɲi] (* 22. März 1886 in Budapest; † 1. November 1939 ebenda) war ein ungarischer Staatsmann und Premierminister von 1936 bis 1938.

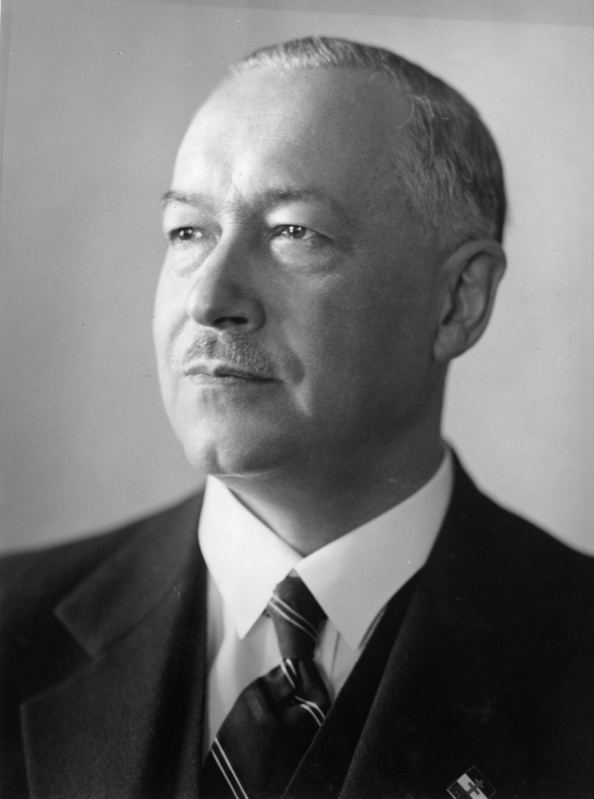
Kálmán Darányi (1939)

## Leben
Nach Abschluss seines Jurastudiums 1909 begann Darányi eine Laufbahn in der inneren Verwaltung. Nach dem Ende des Ersten Weltkrieges nahm er an der Niederwerfung der kurzlebigen kommunistischen Regierung Ungarns teil und 1927 wurde er als Mitglied der Einheitspartei ins Parlament gewählt. 1935 wurde er Landwirtschaftsminister im Kabinett Gyula Gömbös. Er folgte Gömbös nach dessen Tod am 10. Oktober 1936 als Premierminister. Er setzte die Außenpolitik seines Vorgängers fort und lehnte sich eng an Hitler und Mussolini an. Im Inneren unterdrückte er die Presse, erweiterte die Rechte der Zentralregierung und führte die ersten Repressalien gegen Juden durch.
Am 13. Mai 1938 dankte Darányi ab, womit er dem stärker werdenden Druck der extremen Rechten nachgab, und wurde Parlamentspräsident.